# Autograf (tv-program)
Autograf er et aktualitetsprogram på DR2, med Clement Kjersgaard som vært.
Clement Kjersgaard inviterer en aktuel kulturpersonlighed i studiet, og giver bl.a. mulighed for at publikum kan stille spørgsmål til gæsten. Første sæson blev sendt i efteråret 2008, med gæster som Hanne Vibeke Holst, Per Fly, Carsten Jensen, Benny Andersen og Preben Kristensen.